# Главно интендантство
Главното интендантство извършва обезпечаване на снабдяването на въоръжените сили в мирно време и по време на война и е част от структурата Министерството на войната.

## История
Историята на Главното интендантство започва през 1885 г., когато е формиран т.нар. Хазяйствен отдел. През 1890 г. е преименуван на Домакинско отделение. До 1901 г. всички снабдителни въпроси са решавани от Домакинското отделение при Министерството на войната. През 1901 г. с Указ № 189 към Домакинското отделение е формирано Интендантско отделение. На 1 януари 1907 г. съгласно указ № 154 от 1906 г. това отделение, което е част от Административния отдел на Военното министерство се преименува на Главно интендантство.
През 1919 г. Главното интендантство се състои от Адютантска секция и три отделения: Бюджетно, Домакинско и Продоволствено.

### Втора световна война (1941 – 1945)
По време на Втората световна война (1941 – 1945) Главното интендантство се състои от 6 отделения: Хранително, Вещево, Снабдително, Техническо, Мобилизационно и Ликвидационно.

## Наименования
През годините интендантството носи различни имена според претърпените реорганизации:
- Хазяйствен отдел (1885 – 1890)
- Домакинско отделение (1890 – 1 януари 1907 г.)
- Главно интендантство (1 януари 1907 г. – 1960)
- Интендантско управление (1960 – 1972)

## Началници
Званията са към датата на заемане на длъжността.
| № | звание                         | име                | дати                 | бележка                            |
| - | ------------------------------ | ------------------ | -------------------- | ---------------------------------- |
|   | Генерал-майор                  | Илия Димитриев     | 1909 – 1910          | Началник на Главното интендантство |
|   | Генерал-майор                  | Вичо Диков         | 1910 – 1912          |                                    |
|   | Генерал-майор                  | Дечо Гешев         | Балканска война      | Главен интендант                   |
|   | Генерал-майор                  | Илия Димитриев     | Балканска война      | Главен интендант                   |
|   | Генерал-майор                  | Радой Сираков      | 1913 – 1914          |                                    |
|   | Генерал-майор                  | Православ Тенев    | 1914 – 1915          |                                    |
|   | Генерал-майор                  | Радой Сираков      | 1915 – юни 1915      | Началник на Главното интендантство |
|   | Генерал-майор                  | Димитър Кирков     | 1915 – 1916          | Началник на Главното интендантство |
|   | Генерал-лейтенант              | Янко Драганов      | 1916 – 1918          | Началник на Главното интендантство |
|   | Генерал-майор                  | Стефан Белов       | октомври 1918 – 1919 | Главен интендант                   |
|   | Полковник                      | Петър Мидилев      | 1919 – 1922          |                                    |
|   | Полковник                      | Михаил Филипов     | от 1929              |                                    |
|   | Полковник (ген.-майор от 1933) | Никола Спасов      | 1932 – 1934          | Главен интендант                   |
|   | Генерал-майор                  | Христо Баларев     | 1936 – 1939?         |                                    |
|   | Полковник                      | Константин Бекяров | 1939 – 1942?         |                                    |
|   | Полковник                      | Стефан Бояджиев    | 1942 – 1944          | Главен интендант                   |
|   | Полковник                      | Спиридон Стоев     | 1945 – 1946          |                                    |